# Phường chèo đen
Phường chèo đen (tên khoa học: Hemipus picatus) là một loài chim theo truyền thống xếp trong họ Campephagidae. Tuy nhiên, gần đây toàn bộ các loài trong chi Hemipus đã được xếp sang họ Vangidae.